# Eric Hermelin

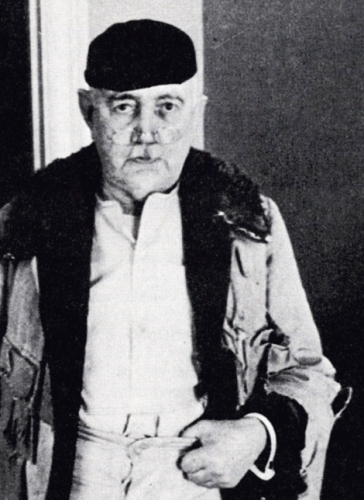
Eric Hermelin, 1940

Eric Axel Hermelin (* 22. Juni 1860 in Svanshals, Schweden; † 8. November 1944 in Lund) war ein schwedischer Übersetzer und Autor. Er ist berühmt für seine Übersetzungen persischer Poesie bekannter Sufis (islamische Mystiker).
Eric Hermelin verbrachte die Jahre von 1909 bis zu seinem Tod 1944 im St. Lars-Hospital in Lund, wo er unter anderem Werke von Fariduddin Attar, Dschalal ad-Din Rumi, Jakob Böhme, Omar Chayyām, Saadi und Hakim Sanaie übersetzte.

## Werk
- Übersetzung: Andlig Dag-bok von Emanuel Swedenborg. Vorwort von Anders Hallengren, Nachwort Olle Hjern, Lund 1998